# Provincia de Palena
La provincia de Palena es una provincia de Chile, ubicada en el extremo sureste de la Región de Los Lagos. Tiene una superficie de 15 301,9 km² y posee una población de 18 349 habitantes según el censo de 2017. La provincia abarca el territorio conocido durante el siglo XX como «Chiloé continental», debido a su pertenencia a la insular provincia de Chiloé hasta 1979. 
Es la provincia más extensa de la Región de Los Lagos, así como la menos poblada. Es también el territorio más septentrional de la Patagonia chilena.
La capital provincial es la ciudad de Chaitén, desde la creación de la provincia en 1979. Debido a la erupción del volcán homónimo y la evacuación de dicha localidad, desde el 9 de mayo de 2008 las instituciones provinciales funcionaron temporalmente en la localidad de Palena, durante 2009 en Futaleufú, pero finalmente en diciembre de 2010 el gobierno decidió mantener a Chaitén como capital provincial.

## Toponimia
Tradicionalmente se ha atribuido el nombre «Palena» al jesuita Nicolás Mascardi, quien habría denominado de esa forma al lago Palena en recuerdo de la Palena italiana. No obstante, investigaciones más recientes descartan este origen, y señalan dos hipótesis: que el nombre provendría del «río de la Ballena», un curso de agua que aparece en la cartografía colonial de la zona y que con el tiempo habría cambiado a su denominación actual, o tendría un origen mapuche, sin llegar a establecer cuál de las dos versiones sería la más probable.

## Comunas
La provincia está constituida por cuatro comunas:
| Comuna    | Escudo | Población (2017) | Mapa |
| --------- | ------ | ---------------- | ---- |
| Chaitén   |        | 5 071 hab.       |      |
| Futaleufú |        | 2 623 hab.       |      |
| Hualaihué |        | 8 944 hab.       |      |
| Palena    |        | 1 711 hab.       |      |

Las comunas de Chaitén y Hualaihué son las más extensas y representan en conjunto el 75 % del territorio provincial, caracterizándose por un extenso litoral frente al mar interior por el oeste. Las comunas de Futaleufú y Palena, en tanto, son mediterráneas y se ubican en las partes altas de la cordillera de los Andes; esta condición les otorga características climáticas y ecológicas especiales que las diferencian notablemente de los territorios de las otras comunas.

## Economía
En 2018, la cantidad de empresas registradas en la provincia de Palena fue de 267. El Índice de Complejidad Económica (ECI) en el mismo año fue de -1,05, mientras que las actividades económicas con mayor índice de Ventaja Comparativa Revelada (RCA) fueron Almacenes Medianos para Venta de Alimentos, Supermercados y Minimarkets (120,86), Servicios de Acuicultura, excepto Servicios Profesionales y Extracción (29,8) y Apicultura (23,59).

## Geografía

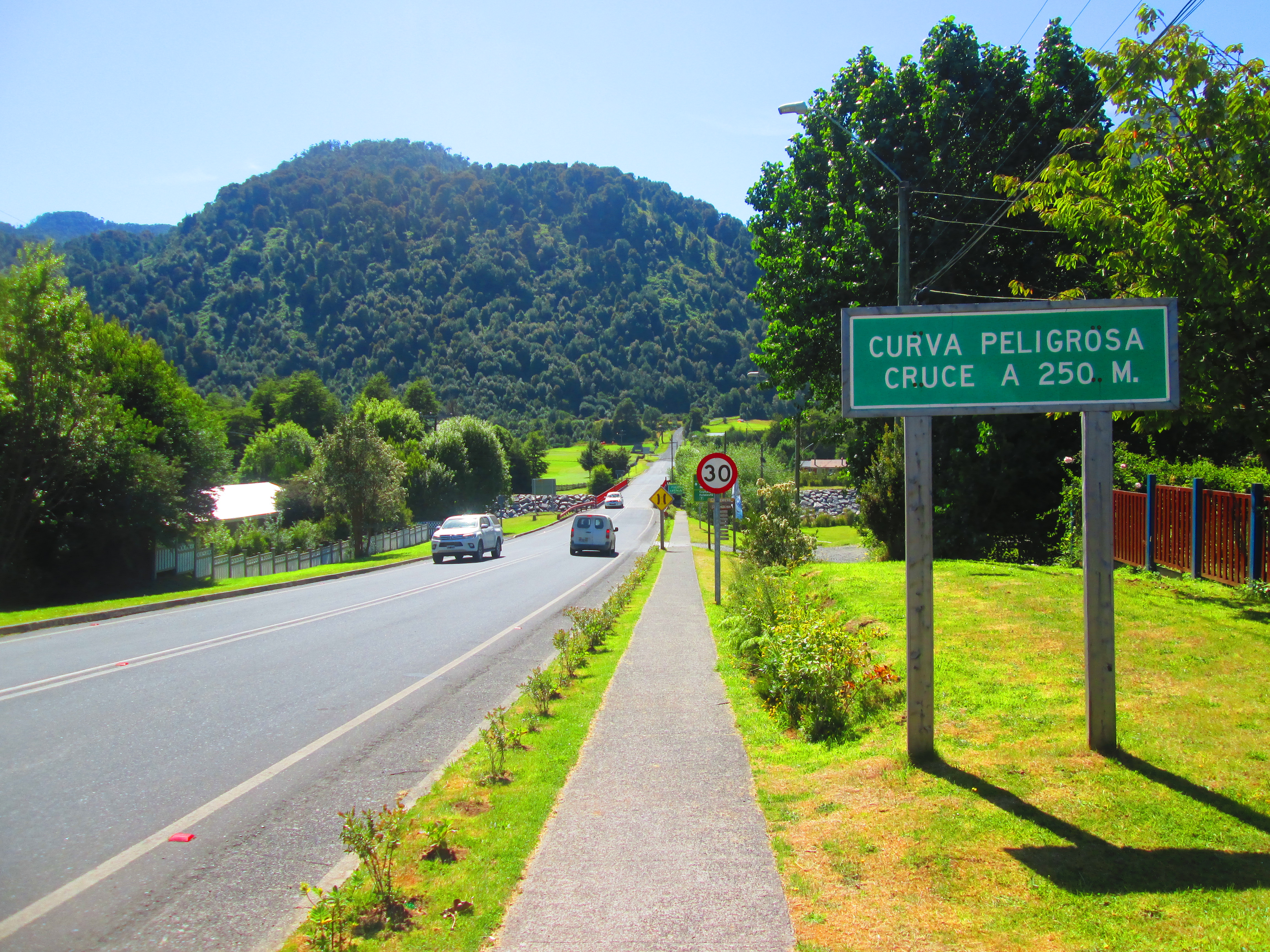
Vista de la Carretera Austral hacia el sur, en el sector de El Amarillo.

En relación con el clima, es posible advertir dos tipos diferentes: uno de ellos característico de la zona costera con temperaturas moderadas a bajas, sin grandes variaciones, debido a la influencia marina con un promedio de 3500 mm. anuales que se registra en las comunas de Chaitén y Hualaihué; el otro es el clima de las zonas altas con variaciones térmicas más intensas, altas temperaturas estivales y pluviometría que alcanza a 2000 mm anuales y que caracteriza a las comunas de Futaleufú y Palena.
Los recursos hidrológicos, con un gran potencial de utilización, constituyen una de las características de la provincia. Los cursos de agua, de origen nival, forman en sus trayectos vastos sistemas hidrológicos que incluyen esteros, lagos, lagunas y ríos principales. Destacan el río Palena al sur de la provincia (que nace en la Argentina y termina en la Región de Aysén), el río Futaleufú (que también nace al otro lado de la frontera), el río Vodudahue, el río Corcovado y el río Yelcho, entre otros.
De los innumerables lagos, los principales son el Yelcho, el más grande de la provincia, el Palena, el Espolón y el Trébol.

### Parques nacionales y áreas protegidas
- Parque Nacional Hornopirén
- Parque Nacional Corcovado
- Parque Nacional Pumalín
- Reserva Nacional Lago Palena
- Reserva Nacional Futaleufú

## Historia

Evolución administrativa de la Provincia de Palena.

La provincia tiene como antecesora el departamento de Palena de la antigua provincia de Chiloé, territorio que era tradicionalmente conocido como «Chiloé continental». El departamento estaba formado por las comunas de Chaitén, Futaleufú, Palena y Corcovado. Al formarse la nueva provincia, se creó y se agregó la comuna de Hualaihué, cuyo territorio pertenecía antes a la provincia de Llanquihue, y se suprimió la comuna de Corcovado.

## Autoridades
Las autoridades son nombradas directamente por el Presidente de la República y se mantienen en su cargo mientras cuenten con su confianza.

### Gobernador Provincial (1990-2021)

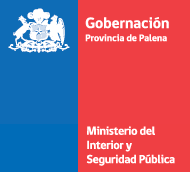
Logotipo de la Gobernación de la Provincia de Palena hasta 2021.

Los siguientes fueron los gobernadores provinciales de Palena.
| Gobernador(a)                    | Partido | Partido | Inicio                  | Final                   | Presidente(a) | Presidente(a)           |
| -------------------------------- | ------- | ------- | ----------------------- | ----------------------- | ------------- | ----------------------- |
| Edgardo Espinoza Valdés          |         | PDC     | 11 de marzo de 1990     | 11 de marzo de 1994     |               | Patricio Aylwin         |
| Armando Barría Oyarzún           |         | PS      | 11 de marzo de 1994     | 1998                    |               | Eduardo Frei Ruíz-Tagle |
| José Miguel Fritis Pérez         |         | PDC     | 1998                    | 11 de marzo de 2000     |               | Eduardo Frei Ruíz-Tagle |
| Germán Barría Baeza              |         | PDC     | 11 de marzo de 2000     | 29 de diciembre de 2000 |               | Ricardo Lagos           |
| León Roa Soto                    |         | PDC     | 29 de diciembre de 2000 | 28 de diciembre de 2001 |               | Ricardo Lagos           |
| Tomás Sánchez Pérez              |         | PDC     | 28 de diciembre de 2001 | 22 de agosto de 2004    |               | Ricardo Lagos           |
| Juan Gatica Barrientos           |         | PRSD    | 22 de agosto de 2004    | 11 de marzo de 2006     |               | Ricardo Lagos           |
| Claudio Leiva Valenzuela         |         | PRSD    | 11 de marzo de 2006     | 22 de enero de 2007     |               | Michelle Bachelet       |
| Juan Fernando Águila Cárcamo     |         | PRSD    | 22 de enero de 2007     | 13 de junio de 2008     |               | Michelle Bachelet       |
| Jorge Alberto Riffo Mayorga      |         | PRSD    | 13 de junio de 2008     | 11 de marzo de 2010     |               | Michelle Bachelet       |
| Juan Alberto Pérez Muñoz         |         | RN      | 11 de marzo de 2010     | 1 de julio de 2012      |               | Sebastián Piñera        |
| María Clara Lazcano Fernández    |         | RN      | 1 de julio de 2012      | 11 de marzo de 2014     |               | Sebastián Piñera        |
| Miguel Ángel Mardones Segovia    |         | PRSD    | 11 de marzo de 2014     | 22 de abril de 2015     |               | Michelle Bachelet       |
| Carlos Javier Luis Salas Castro  |         | PDC     | 8 de septiembre de 2015 | 11 de marzo de 2018     |               | Michelle Bachelet       |
| Osvaldo Adolfo Oelckers Oelckers |         | UDI     | 11 de marzo de 2018     | 6 de febrero de 2020    |               | Sebastián Piñera        |
| José Luis Carrasco Vásquez       |         | UDI     | 7 de marzo de 2020      | 14 de julio de 2021     |               | Sebastián Piñera        |

### Delegado Presidencial Provincial (Desde 2021)

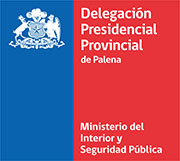
Logotipo de la Delegación Presidencial Provincial de Palena desde 2021.

Nuevo cargo que reemplaza la figura de Gobernador provincial.
| Delegado(a)                | Partido | Partido | Inicio              | Final               | Presidente(a) | Presidente(a)    |
| -------------------------- | ------- | ------- | ------------------- | ------------------- | ------------- | ---------------- |
| José Luis Carrasco Vásquez |         | UDI     | 14 de julio de 2021 | 11 de marzo de 2022 |               | Sebastián Piñera |
| Luis Montaña Soto          |         | CS      | 11 de marzo de 2022 | 04 de junio 2025    |               | Gabriel Boric    |
| Luis Montaña Soto          | FA      |         | 11 de marzo de 2022 | 04 de junio 2025    |               | Gabriel Boric    |
| Marisol Mora Arce          |         | PL      | 05 de junio 2025    | En el cargo.        |               | Gabriel Boric    |